# William Clyburn Jr.
William Clyburn Jr. (geboren am 8. Juni 1966 in Aiken) ist ein amerikanischer Jurist. Er war Mitglied der amerikanischen Regulierungsbehörde Surface Transportation Board.

## Leben
Der Sohn von Bill Clyburn, einem demokratischen Abgeordneten im Repräsentantenhaus von South Carolina, und Cousin des Kongressabgeordneten Jim Clyburn besuchte von August 1980 bis Mai 1984 die Aiken Senior High School, die er mit einem Diplom abschloss. Anschließend studierte er bis zum Juni 1989 am Georgia Institute of Technology und erreichte einen Bachelor in technischer Keramik. Danach studierte er bis zum Mai 1992 an der School of Law der University of South Carolina und legte seinen Juris Doctor ab.
Nach dem Studium arbeitete er bis zum Juli 1993 im Büro des Richters Rodney A. Peebles in South Carolina. Vom August 1993 bis zum März 1995 war er im Beraterstab von US-Senator Fritz Hollings im Surface Transportation Subcommittee. Danach arbeitete er als Wirtschaftsberater für den Senator Chuck Robb.
Am 2. September 1997 wurde er von Bill Clinton als Nachfolger von J. J. Simmons III. für dessen Sitz in der Aufsichtsbehörde Surface Transportation Board nominiert. Die Nominierung wurde jedoch zurückgezogen, nachdem der Senat deutlich gemacht hatte, dass dieser ihn nur gemeinsam mit einem Vertreter der Republikanischen Partei im Board bestätigen würde. Am 18. Dezember 1998 erfolgte eine Interimsberufung, um zu verhindern, dass das Board ab dem 1. Januar 1999 nur noch mit einer Person besetzt wäre. Nach seiner letztendlichen Bestätigung durch den Senat am 22. Februar 1999 blieb er im Surface Transportation Board turnusgemäß bis zum 31. Dezember 2002. Eine erneute Nominierung unterblieb. Sein Nachfolger wurde der Republikaner Roger Nober.
Anschließend arbeitete er bis 2005 als persönlicher Berater für den demokratischen Senator Zell Miller aus Georgia. Danach gründete er sein eigenes Beratungs- und Lobby-Unternehmen Clyburn Consulting LLC. Im Mai 2024 wurde er in den Aufsichtsrat der Norfolk Southern Corporation gewählt.